# Cotoneaster leveillei
Cotoneaster leveillei är en rosväxtart som beskrevs av Jeanette Fryer, B.Hylmö. Cotoneaster leveillei ingår i släktet oxbär, och familjen rosväxter. Inga underarter finns listade i Catalogue of Life.